# Caught stealing
Caught stealing – zagranie w baseballu, podczas którego zawodnik próbujący ukraść bazę zostaje ubiegnięty przez obrońców i wyautowany.
Aby nastąpił aut, obrońca musi dotknąć biegacza dłonią lub rękawicą, w której trzyma piłkę, gdy ten nie dotyka żadnej z baz. Najczęściej następuje to, gdy zawodnik ataku zbliża się do kradzionej bazy lub gdy próbuje powrócić do tej, z której podjął próbę kradzieży.
Caught stealing (pl. złapany na próbie kradzieży) jest oficjalnym elementem statystycznym. Ponieważ kradnięcia baz podejmują się właściwie tylko wyspecjalizowani w tym elemencie zawodnicy, do nich należą też rekordy w liczbie nieudanych prób.  Rekordzistą MLB jest Rickey Henderson, którego powstrzymano 335 razy, ale jednocześnie pozwolono na zdobycie 1406 baz (najwięcej w historii). Do niego należy także rekord sezonu wynoszący 42 „wpadki” (przy 130 udanych próbach).